# 2008 في نيوزيلندا
فيما يلي قوائم الأحداث التي وقعت خلال عام 2008 في نيوزيلندا.

## سياسة

### تعيين في المنصب
- 8 نوفمبر – جاسيندا أرديرن عضو مجلس النواب نيوزيلندا.
- 19 نوفمبر – بيل إنجليش Minister for Infrastructure (New Zealand) [الإنجليزية]‏، وزير المالية [الإنجليزية]‏.

## رياضة
- 1 يناير – رالي نيوزيلندا 2008

### يناير
- 11 يناير – إدموند هيلاري (مواليد 1919) مستكشف نيوزلندي.

### مايو
- 4 مايو – كولين مردوخ (مواليد 1929)